# Tyler Dorsey
Tyler Quincy Dorsey (ur. 18 lutego 1996 w Pasadenie) – amerykański koszykarz, grający na pozycjach rozgrywającego lub rzucającego obrońcy, posiadający także greckie obywatelstwo, obecnie zawodnik Olympiakosu Pireus.
W 2015 został wybrany najlepszym zawodnikiem szkół średnich stanu Kalifornia (California Gatorade Player of the Year). Wziął też udział w trzech edycjach turnieju adidas Nations (2012–2014), zdobywając w 2012 złoty medal.
7 lutego 2019 w wyniku wymiany trafił do Memphis Grizzlies. 16 sierpnia dołączył do izraelskiego Maccabi Fox Tel Awiw.

## Osiągnięcia
Stan na 25 lutego 2022, na podstawie, o ile nie zaznaczono inaczej.
NCAA
- Uczestnik:
  - NCAA Final Four (2017)
  - rozgrywek Elite Eight turnieju NCAA (2016, 2017)
- Mistrz:
  - turnieju konferencji Pac-12 (2016)
  - sezonu regularnego Pac-12 (2016, 2017)
- Zaliczony do:
  - I składu:
    - najlepszych pierwszorocznych zawodników Pac-12 (2016)
    - turnieju Pac-12 (2016, 2017)

  - składu All-Pac-12 honorable mention (2017)

Drużynowe
- Mistrz Izraela (2020, 2021)
- Zdobywca pucharu:
  - Grecji (2022)[6]
  - Izraela (2021)
  - ligi izraelskiej (2020)
- Finalista pucharu ligi izraelskiej (2019)

Indywidualne
- MVP Pucharu Grecji (2022)[6]

Reprezentacja
- Uczestnik mistrzostw świata U–19 (2015 – 4. miejsce)
- Zaliczony do I składu mistrzostw świata U–19 (2015)